# Ligne de tramway 50 (SNCV Groupe de Liège)
La ligne 50 est une ancienne ligne du tramway vicinal de Liège de la Société nationale des chemins de fer vicinaux (SNCV) qui reliait Liège à Rocourt.

## Histoire
14 août 1901 : création d'un service urbain électrique sur la ligne Liège - Wihogne (voir ligne Liège - Tongres) entre Liège Cardan et le dépôt de Rocourt par électrification de cette section et limitation de la ligne Liège - Wihogne au dépôt de Rocourt; capital 87.
12 décembre 1905 : prolongement du service électrique vers la gare de Rocourt, le service de la ligne Rocourt - Wihogne (prolongée par la même occasion vers Frères) est limité à la gare de Rocourt.
1907 : prolongement depuis Liège Cardan vers la place Saint-Lambert.
1910 : attribution de l'indice 46.
vers 1920 : attribution de l'indice R.
1931 : attribution de l'indice 50 ; service partiel sous l'indice 52 entre la place Saint-Lambert et la place Jean de Wilde à Liège, ce service partiel est commun avec la ligne 51 (voir ligne 51 Liège - Vottem).
1955 : suppression, remplacement par une ligne d'autobus sous l'indice 70.

## Exploitation

### Horaires
Tableaux : 467 (1931), numéro de tableau partagé entre les lignes 467/1, 467/2, 50 et 51.
- 608 en 1950 et 610 pour le service partiel 52[3].